# Glossário de enxadrismo
Este glossário contém os termos mais conhecidos sobre enxadrismo.

## A
Abafado
Diz-se do xeque-mate dado com cavalo onde o rei inimigo encontra-se cercado por peças do seu próprio bando em todas as suas casas vizinhas, não dispondo portanto de escape. Diz-se também "sufocado", "mate afogado" (não confundir com "rei afogado") ou "Mate de Philidor".

### Abandono
Ação de deixar a partida, considerando-a perdida.

### Abertura
Fase inicial da partida. Conjunto de movimentos do início do jogo que são estudados pelos enxadristas. As aberturas são catalogadas na ECO, segundo estilo de jogo e variações conhecidas.

### Abertura aberta
Qualquer abertura que conduza a posições com várias linhas abertas. Normalmente se iniciam com os movimentos 1.e4 e5.

### Abertura fechada
Qualquer abertura que deixe poucas colunas e diagonais abertas. Normalmente se iniciam com os movimentos 1.d4 d5. São assim chamadas porque tendem a restringir o jogo tático de peças, conduzindo a partidas mais posicionais durante a abertura e o princípio do meio-jogo.

### Adiamento
Suspensão de uma partida de xadrez com a intenção de continuar posteriormente. Ver também Movimento selado.

### Adjudicação
Processo pelo qual um enxadrista mais forte decide sobre o resultado de um jogo não terminado. Esta prática não é comum atualmente em eventos de tabuleiro mas ainda ocorre em torneios ‘’on-line’’ onde um jogador se recusa a continuar depois do adiamento.

### Afogado
Uma posição em que o enxadrista que tem que efetuar o lance não tem nenhum movimento legal a executar e não está em xeque; neste caso, o empate é imediato.

### Agressivo
Estilo de jogo onde as trocas de peças e os ataques são realizados ainda na fase de abertura.

### Ajuste
Ver: J'adoube.

### Ala da Dama
A metade do tabuleiro constituída pelas colunas a, b, c e d, onde as Damas ficam posicionadas no início do jogo (coluna d).

### Ala do Rei
A metade do tabuleiro constituída pelas colunas e, f, g e h, onde os Reis ficam posicionados no início do jogo (coluna e).

### Amador
A distinção entre o enxadrista profissional e o amador não é muito importante no xadrez, uma vez que estes competem por prêmios e podem receber por participação em torneios, incluindo o campeonato mundial. Max Euwe foi o último campeão mundial amador. No século XIV, o termo "amador" era algumas vezes utilizado em jogos publicados para ocultar o nome do enxadrista que perdia para um grande mestre. Era considerado indelicado usar o nome do enxadrista sem a sua autorização e os profissionais não queriam correr o risco de perder clientes. ‘’Veja também NN ou N.N.’’

### Análise
Estudo de uma posição para determinar a melhor jogada para ambos os lados.

### Anotação
Comentário em um jogo utilizando uma combinação de comentários escritos e pontuações do xadrez ou notações.

### Árbitro Internacional (AI)
Oficial do torneio responsável pelo cumprimento das regras da FIDE e demais responsabilidades da organização.

### Armageddon
Uma variante do xadrez onde as brancas precisam aplicar o mate para vencer o jogo, e as pretas precisam apenas empatar o jogo para vencer. As brancas tem mais tempo que as pretas e a discrepância pode variar, porém no Campeonato Mundial de Xadrez as brancas têm 6 minutos e as negras 5 minutos.

### Ataque a baioneta
Ataque ao roque adversário por meio de avanço de peões.

### Ativa
Refere-se a uma peça que controla ou pode ser movida para muitas casas. Ver também passiva.

### Atraso de Bronstein
Um método de controle do tempo que envolve um tempo de atraso. Quando é a vez de de um enxadrista jogar, o relógio aguarda um determinado tempo antes de começar a subtrair o seu tempo. Foi inventado por David Bronstein.

### Autômato
Uma máquina automática para jogar xadrez. Nos séculos XVIII e XIX a maioria destes dispositivos era falsa, sendo operados sob controle de um jogador humano. A mais famosa máquina de jogar xadrez foi O Turco.

## B

### Bateria
Arranjo de duas ou mais peças na mesma Fileira ou Coluna de modo que se protegem com o intuito de atacar peças adversárias desprotegidas. A formação mais comum são duas torres capturando peças desprotegidas no final da partida.

### BCO
Abreviação do guia de referência para aberturas Bastford's Chess Openings. A segunda edição é chamada de BCO-2.Ver também ECO e MCO.

### Bispos
Par de peças no xadrez parecidas visualmente com o peão, porém de tamanho maior e com uma falha na cabeça. Movem-se pelas Diagonais do tabuleiro. Cada um vale 3 peões, e são considerados mais valiosos quando são um par.

### Bispo Bom
Um bispo que pode se mover por entre a cadeia de peões.

### Bispo Mau
O mesmo que um bispo ruim, é aquele que é impedido pela sua própria cadeia de peões de se mover por todo o tabuleiro.

### Bispo da cor errada
Expressão utilizada com frequência em finais para indicar um bispo que não é capaz de proteger a casa de promoção do peão da torre que se deseja promover.

### Blitz
Uma variante do xadrez praticado com o tempo muito reduzido, usualmente 3 a 5 minutos. Com o advento do relógio eletrônico incluiu-se a opção de adicionar 1 a 2 segundos por movimento.

### Bloqueio
Estratégia de colocar uma peça menor no caminho do peão adversário impedindo seu avanço e, em algumas situações, se abrigando do ataque do adversário.

### Brilhantismo
Uma jogada espetacular em uma partida. Normalmente envolve o sacrifício de uma peça ou um movimento não esperado.

### Bughouse
Uma variante do xadrez praticado em duplas, com dois tabuleiros. As peças capturadas de uma partida podem ser colocadas no tabuleiro do parceiro. Vence quem aplicar o mate na dupla adversária.

### Bye
Uma rodada durante uma competição na qual um jogador não participa devido a um número ímpar de adversários. Um bye normalmente é marcado como 1 ponto, mas em algumas competições pode ser 1/2.

## C

### Canhão de Alekhine
Uma formação na qual a dama dá suporte às duas torres que estão na mesma coluna.

### Capivara
Ver: Pato.

### Capturar
Ato de remover a peça adversária do tabuleiro, substituindo o lugar ocupado por uma peça própria. Exceto no caso da captura en passant, a peça que captura sempre ocupa a casa da peça capturada.

### Casa
Um das 64 divisões do tabuleiro, sendo 32 claras e 32 escuras. No tabuleiro, a casa na primeira fileira e oitava coluna é de cor clara.

### Centro do tabuleiro
Denominação das casas d4, d5, e4 e e5. Alguns autores dividem o centro em menor (d4, d5, e4 e e5) e maior (c3, c4, c5, c6, d3, d4, d5, d6, e3, e4, e5, e6, f3, f4, f5 e f6).

### Coluna
Nome dado ao conjunto de casas verticais no tabuleiro. São nomeadas alfabeticamente da esquerda para a direita. Ver também: Fileira.

## D

### Diagonal
Uma linha de casas da mesma cor de um lado ao outro do tabuleiro, por onde o Bispo se movimenta. As diagonais a1 - h8 e a8 - h1 são as diagonais principais do tabuleiro.

### Diagonal Italiana
As diagonais a2-g8 para as Brancas e a7-g1 para as Pretas. São assim denominadas em função do desenvolvimento dos bispos nestas linhas na Abertura Giouco Piano ou Abertura Italiana.

### Defesa
Sequência de lances iniciais das negras em resposta aos lances iniciais das brancas.

### Desempate
Utilização de método previamente estabelecido em regulamento para se determinar a colocação de enxadristas que tenham terminado uma competição com igual número de pontos.

## E

### En prise
Expressão de origem francesa que se refere a uma peça em posição de ser tomada.

### Envenenado
Uma peça envenenada é aquela cuja captura prejudica  o jogo de quem a capturou.

### Enxadrista (br.) ou Xadrezista (pt.)
É todo aquele que se dedica ao estudo e/ou à prática profissional ou amadora do jogo de xadrez. Quando uma pessoa que é uma ótima jogadora de Xadrez desde de criança, ela é conhecida como 'enxadrista prodígio'.

### Enxadrismo (br.) ou Xadrezismo (pt.)
É tudo aquilo que está relacionado à prática do xadrez e aos enxadristas de um modo geral. É o corpo de conhecimentos que foi desenvolvido em torno da prática enxadrística.

### Enxadrística
Termo que expressa "o xadrez de competição em tempo real", segundo o conceito criado pelo teórico brasileiro Henrique Marinho em sua obra-prima Maiorias Qualitativas nas Defesas Índias.

### Escore
No enxadrismo, é resultado de um campeonato ou torneio expresso em números. Do inglês score.

## F

### f7
Em notação algébrica do xadrez, f7 é uma casa de grande importância na abertura por estar defendida apenas pelo rei negro. Este fato é muitas vezes explorado pelas brancas e algumas posições conhecidas de xeque-mate, como o Mate do Pastor, baseiam-se na fraqueza dessa casa. Por simetria, poder-se-ia atribuir à casa f2 a mesma fraqueza, mas das Brancas, entretanto, o fato de as Negras não iniciarem o jogo normalmente obriga-as a adotar uma postura defensiva na abertura, dificultando um ataque agressivo a f2 logo nesta fase do jogo.

### Fianqueto ou Flanqueio
Modo de desenvolver os bispos por meio das casas b2 ou g2 para as brancas e b7 e g7 para as negras.

### Fileira
Nome dado ao conjunto de casas horizontais no tabuleiro. São nomeadas numericamente de cima para baixo na posição inicial do jogo, estando as brancas posicionadas na fileira 1 e 2. Ver também: Coluna.

### Fileira de trás
Designação das fileiras 1 e 8, onde as peças são posicionadas no início da partida. Ver também:Mate na fileira de trás.

### Fianquetar ou Flanquear
Colocar o bispo em fianqueto (bispo fianquetado ou bispo flanqueado).

### Fora do livro
Uma sequência de lances de abertura ou defesa que se desvia da teoria conhecida. Ver também: Livro.

### Fraqueza da cor
Deficiência apresentada pelo bispo e outras peças não-ortodoxas, como o Camelo, caracterizada pelo fato de que só podem se movimentar em casas das cores em que iniciaram o jogo. Esta fraqueza é evidente na fase final da partida, visto que tais peças controlam apenas 32 casas do tabuleiro e, como consequência, talvez não possam evitar a promoção de um peão adversário.

## G

### Gambito
Uma abertura que há um sacrifício, geralmente de um peão, usada para obter alguma vantagem, como espaço, acelerar o desenvolvimento das peças ou abrir colunas.

### Gens una sumus
Expressão latina que significa somos uma raça, somos um povo, ou ainda, somos uma família. É o lema adotado pela Federação Internacional de Xadrez (FIDE). De acordo com Gude, a expressão teria sido cunhada pelos russos Victor Kahn e Potemkin, radicados em Paris.

### Grande Mestra
Título da FIDE concedido desde 1976 as mulheres que alcançam um rating ELO de aproximadamente 2 300 em competições oficiais, além de 3 normas de 2400 de performance (não confundir com o titulo de Grande Mestre que pode ser dado tanto para mulheres, quanto para homens).

### Grande Mestre (GM)
Título concedido pela FIDE.

## H

### Hole
Termo de origem inglesa com o significado de "cova", "buraco", sendo utilizado para indicar a existência de pontos débeis em uma estrutura defeituosa de peões.

## I

### Igualdade
Posição que apresenta equilíbrio ou possibilidades recíprocas.

### Inferioridade
Situação causada por falhas no desenvolvimento posicional ou material.

### Iniciativa
Conceito estratégico que indica que um dos adversários está em condições de exercer pressão sobre o outro, com a preparação de um ataque ou por meio de ameaças. Diz-se que as brancas, por disporem da vantagem da saída, têm a iniciativa natural, também conhecida como "pequena iniciativa".

### Interposição
Ato de colocar uma peça entre uma peça atacante inimiga e a peça que está recebendo o ataque.

### Interzonal
Torneio oficial da FIDE, classificatório para o título mundial, no qual concorrem os principais enxadristas colocados nos torneios zonais em todo o mundo.

## J

### J'adoube
Expressão de origem francesa internacionalmente utilizada quando se quer advertir o adversário de que uma peça será tocada com o único objetivo de arrumá-la. Significa "eu arrumo". Atualmente também se utiliza a expressão inglesa "I adjust". Em língua portuguesa pode-se usar a expressão "Ajuste". O ajuste deve ser feito apenas na vez do enxadrista, sendo precedido por uma das expressões de advertência.

## L

### Lance
Movimento de uma peça ou peão no xadrez. Uma definição considerada elegante e precisa é a do escritor e enxadrista Henrique Marinho que define o lance enxadrístico como a "unidade de movimento no Jogo de Xadrez".

### Livro
É uma sequência de movimentos de abertura ou defesa considerada padrão (algumas vezes catalogada em trabalhos de referência como The Encyclopaedia of Chess Openings). Também denominada “livro de movimentos”.

## M

### Match
Termo de origem inglesa que indica, no enxadrismo, o embate entre dois enxadristas, na presença de um árbitro e com estrita observância de regras pré-estabelecidas.

### Mate afogado
Padrão de mate executado por uma peça saltadora no qual o rei não possui uma casa livre para fuga. O Mate de Philipis é um tipo deste mate.

### Mate anunciado
Uma prática comum no século XIV, onde um enxadrista anunciava o número de jogadas que, segundo sua análise, constituiriam a melhor sequência para ambos os lados que levaria ao xeque-mate.

### Mate de Boden
Um padrão de mate que emprega apenas os bispos cruzados sobre o Rei adversário, após o roque. Normalmente envolve também um sacrifício da Dama em c3 ou c6. O nome é uma homenagem a Samuel Boden, que aplicou com sucesso a jogada numa partida em 1853.

### Mate Epaulet
Um padrão de mate que emprega a Dama em frente ao Rei adversário que é cercado no canto por suas próprias peças.Ver exemplo.

### Mestra FIDE (WFM)
Título vitalícios concedido pela Federação Internacional de Xadrez às enxadristas profissionais com um rating de aproximadamente 2 100 em competições oficiais.

### Mestre FIDE (MF)
Título vitalícios concedido pela Federação Internacional de Xadrez aos enxadristas profissionais com um rating de aproximadamente 2 300 em competições oficiais.

### Mestre Internacional (MI)
Título concedido pela FIDE.

### Mestre Nacional (MN)
Título concedido pelas confederações nacionais.

### Miniatura
Partida com duração máxima de 25 lances.

### Mobilidade
Liberdade de movimento de uma peça sobre o tabuleiro. Uma peça pode ter seu movimento restringido por uma peça adversária que está protegida, ou por suas próprias peças. O Rei também pode ter sua mobilidade restringida pela ação das peças adversárias a sua volta.

## N

### NN ou N.N.
Abreviatura da expressão inglesa "no name", utilizada internacionalmente na literatura enxadrística para indicar um adversário anônimo ou que não se deseja mencionar.

### Notação Algébrica
Método padrão para anotar uma partida de xadrez utilizando códigos alfanuméricos para as casas.

### Notação Descritiva
Sistema de notação que emprega descrição das colunas do tabuleiro conforme a peça residente na primeira fileira.

### Notação Epistolar
Sistema utilizado no xadrez por correspondência onde tanto coluna quanto fileira recebem identificação numérica e o movimento é caracterizado por um número de quatro dígitos indicando a casa de saída e a de chegada. O mesmo que notação postal.

## O

### Obstrução
Impedimento à marcha de qualquer peça por uma outra.

### Oponente
O mesmo que adversário.

### Oposição
Ganho de espaço, pela confrontação direta entre os reis.

## P

### Pat
Termo de origem francesa que indica, no enxadrismo, o empate por afogamento.

### Pato
Gíria para referir-se a um enxadrista pouco habilidoso. O mesmo que capivara (ou capi), patureba e pangaré (ou panga). Tem origem no termo inglês patzer.

### Pedrada
Gíria para lance muito forte e inesperado.

### Peão avançado
Um peão que está do lado oposto do tabuleiro (a partir da quinta fileira ou maior. Um peão avançado pode ser fraco se está desconectado, carente de suporte ou com dificuldade de ser defendido, ou pode ser forte se impede o avanço ou mobilidade das peças adversárias. Um peão passado que ameaça uma promoção pode ser especialmente forte.

### Peão atrasado
Um peão que não pode ser protegido ou avançado com o apoio de outros peões e é impedido de avançar por um peão adversário numa coluna adjacente.

### Peão dobrado
Um peão que se encontra na mesma coluna de outro peão após a captura de alguma peça. Geralmente representa uma vulnerabilidade na estrutura do jogo do enxadrista.

### Peão envenenado
Um peão não-protegido que, se capturado, causa problemas posicionais ou perda de material. É também uma variante da Variação Najdorf da Defesa Siciliana, onde alguns jogadores denominam o peão das brancas na b2 como "envenenado", pois a captura deste peão por parte das pretas é perigosa.

### Peão passado
Um peão que tem seu caminho até a última fileira livre e as colunas adjacentes não possuem peões adversários a frente.

### Peão pendente
Peão sem defesa nas colunas adjacentes.

### Peça
Qualquer figura ou modelagem escuro ou claro que é usado para jogar xadrez. Eles também incluem peões ou uma peça menor, dependendo do contexto.

### Peça encoberta
Aquela que é indiretamente atacada no lance da pregadura.

### Peça-maior
Peça capaz de, com o auxílio apenas do seu Rei, vencer uma partida contra um Rei solitário. No xadrez ocidental, a Dama e a Torre são peças maiores. Outras variantes como por exemplo o xadrez de capablanca tem peças maiores como o Arcebispo e o Chanceler.

### Peça-menor
Peça incapaz de com o auxílio de apenas do seu Rei, vencer uma partida contra um Rei solitário. No xadrez ocidental, o Bispo, o Cavalo e o Peão são peças menores.

### Peça pendurada
Aquela que é deixada en prise (para ser capturada).

### Peça pregadora
Peça agressora na pregadura.

### Peça real
Denominação dada à peça que substitui o Rei na condição de objetivo de captura do jogo. Apesar de a peça reter seus movimentos convencionais, não pode permanecer ameaçada ou ser capturada num jogo. É utilizada em algumas variantes como o cavalomate.

### Play-off
Método de desempate em competições por meio de partidas adicionais, sem uso de sistemas de desempate por pontuação. Ver também: Desempate

### Posição aberta
Situação no tabuleiro onde as peças possuem alta mobilidade, normalmente em colunas ou diagonais abertas.

### Posição fechada
Situação no tabuleiro onde as peças possuem pouca ou nenhuma mobilidade; normalmente ocorre no início da partida ou em finais com muitos peões não passados.

### Post mortem
Expressão latina relativa à análise efetuada pelos enxadristas adversários logo após o final de uma partida.

### Postalista
Praticante do xadrez epistolar. Incluem-se entre eles alguns enxadristas célebres como Alexander Alekhine, Max Euwe e Paul Keres, que o utilizaram como um meio eficaz de fortalecerem e aprimorarem seu estilo de jogo.

### Promoção
Avanço de um peão até a oitava fileira, onde é substituído por uma Dama, Torre, Bispo ou Cavalo. A promoção de um peão para um Cavalo ou Bispo também é chamada de subpromoção.

### Profilaxia
Consiste na realização de lances, denominados profiláticos, que previnem a execução pelo oponente de determinadas táticas durante uma partida.

## Q

### Qualidade
Diferença de valor entre duas peças. Exemplo: quando se troca uma torre (valor aproximado 5,5) por um cavalo (valor aproximado 3), diz-se que o jogador perdeu qualidade. E, mutatis mutandi, se um jogador consegue capturar a dama (valor aproximado 10) adversária e perde o seu bispo (valor aproximado 3,5), diz-se que ele ganhou qualidade.

## R

### Relâmpago
Variante do jogo onde o tempo é reduzido, normalmente de três a cinco minutos.

### Roque artificial ou manual
Refere-se à manobra de vários movimentos executados pelo rei e torre visando a posição final do roque. Normalmente é executado quando não é permitido rocar pelo método normal.

## S

### Sacrifício
Quando o enxadrista voluntariamente entrega material em troca de uma vantagem em espaço, desenvolvimento ou em ataque. Um sacrifício executado em uma abertura é denominado gambito.

### Sapear
Gíria para comentários em uma partida.

### Simultânea
Exibição onde um mestre enxadrista enfrenta ao mesmo tempo mais de um enxadrista em tabuleiros distintos.

### Squeeze
Zugzwang parcial.

### Superproteção
Estratégia de proteção de um peão ou de uma determinada casa no tabuleiro, mais do que seria imediatamente necessário, servindo para dissuadir o oponente de atacar aquele ponto específico.

## T

### Tablas
Expressão espanhola que significa empate.

### Tablas por ahogado
Expressão espanhola que significa empate por afogamento do rei.

### Torres dobradas
Expressão que indica o posicionamento de duas torres na mesma coluna. A formação da Dama com duas torres dobradas na mesma coluna recebe o nome de Canhão de Alekhine.

### Trebelhos
Expressão arcaica para designar peças e peões.

### Trocas
Sequência de movimentos próximos, tipicamente sequenciais, onde os enxadristas capturam as peças um do outro.

## V

### Valor das peças
Cada peça ou peão possui um valor convencionado que representa sua força e importância.

### Vantagem
Predomínio sobre o adversário de qualquer natureza, podendo ser de ordem posicional e/ou material.

### Variante
Linha de jogo que é o produto de uma análise enxadrística, normalmente efetuada por mestres.

## W

### W. O.
Do inglês walkover; indica uma vitória obtida pela ausência do oponente.

## X

### Xadrez
Também chamado de Xadrez Ocidental, Internacional ou Ortodoxo, e a principal modalidade do jogo.

### Xadrez às cegas
Variante do jogo onde um dos enxadristas não vê o tabuleiro.

### Xeque-mate
Xeque-perpétuo
Situação onde um dos lados pode provar que tem condições de submeter forçosamente o rei inimigo a uma sucessão ilimitada de xeques, empatando imediatamente  a partida; nesta situação não é necessário esperar a repetição da posição já jogada por três vezes, nem a regra dos cinquenta lances.

## Z

### Zeitnot
Apuro no tempo.

### ZugzwangouZug
A obrigação de efetuar um lance que ocasiona a derrota ou uma desvantagem qualquer. Ver: Squeeze.

### Zwischenzug
Lance intermediário inesperado.